# Doris Salcedo
Doris Salcedo, née en 1958 à Bogota,, en Colombie, est une plasticienne colombienne réalisant des interventions et des installations in situ.

## Biographie
Doris Salcedo étudie aux Beaux-Arts de l'Université Jorge Tadeo Lozano,.
À la fin des années 1970, elle se rend au Nicaragua pour contribuer à la cause sandiniste, mais sur place, Doris Salcedo  juge que la révolution n'est peut-être pas la voie à suivre. En 1981, elle obtient une bourse de l'Institut colombien de financement et d'études techniques à l'étranger qui lui permet de s'inscrire à l'université de New York pour étudier la sculpture. Puis, en 1984, elle obtient le poste d'assistante du conservateur du Musée d'art moderne de New York.
Sa première exposition a lieu à Boston en 1992.
Doris Salcedo est intéressée par les travaux du peintre et vidéaste Bruce Nauman, Robert Smithson, artiste du Land-art, et ceux du plasticien Gordon Matta-Clark ainsi que par les analyses de la critique d'art conceptuel Rosalind Krauss. Mais c'est grâce aux œuvres de Joseph Beuys qu'elle découvre la possibilité d'allier sculpture et engagement politique.
Revenue à Bogotá, elle donne des cours à l'Université nationale de Colombie ainsi qu'à l'université des Andes.
« Je ne travaille pas le bronze ou le marbre, mais des matériaux plus ordinaires. Ils vous montrent à quel point l'être humain peut être fragile. Je parle de la fragilité d'une caresse passagère. Si nous étions capables de comprendre cette fragilité inhérente à la vie, nous serions peut-être de meilleurs êtres humains. »

## Interventionsin situ
- 13 août 1999 : à la suite de l'assassinat de l'humoriste Jaime Garzón, sur ordre des paramilitaires, Doris Salcedo donne rendez-vous, avant l'aube, à un groupe de volontaires, devant le domicile de la victime, au centre de Bogotá, pour édifier un mémorial de 5000 roses[3].
- 3 juillet 2007 à 17 heures : après l'annonce par les FARC de la mort de onze députés, enlevés en 2002, Doris Salcedo propose une cérémonie de deuil collectif : un quadrillage de lumière avec des bougies sur la place Bolívar, où se concentrent des organes du pouvoir, tels que le Congrès, le palais de justice, l'hôtel de ville et la cathédrale[3].
- 7 novembre 2002 : mémorial aux victimes survenues en 1985 au palais de justice. Un groupe de rebelles avait investi le bâtiment en plein jour et les autorités ont donné l'assaut. L'opération a duré 53 heures et l'édifice fut entièrement détruit par les flammes. Doris Salcedo a accroché 280 chaises vides sur une des façades du nouveau palais[3].
- 2003 : à la 8e Biennale d'Istanbul, Doris Salcedo a empilé 1600 chaises entre deux immeubles du centre-ville, abandonné par ses habitants grecs et juifs. En 1942, l'État les avait frappés d'un impôt qu'ils n'avaient pas pu payer et les avait ensuite envoyés dans des camps de concentration[3].

## Œuvres, installations

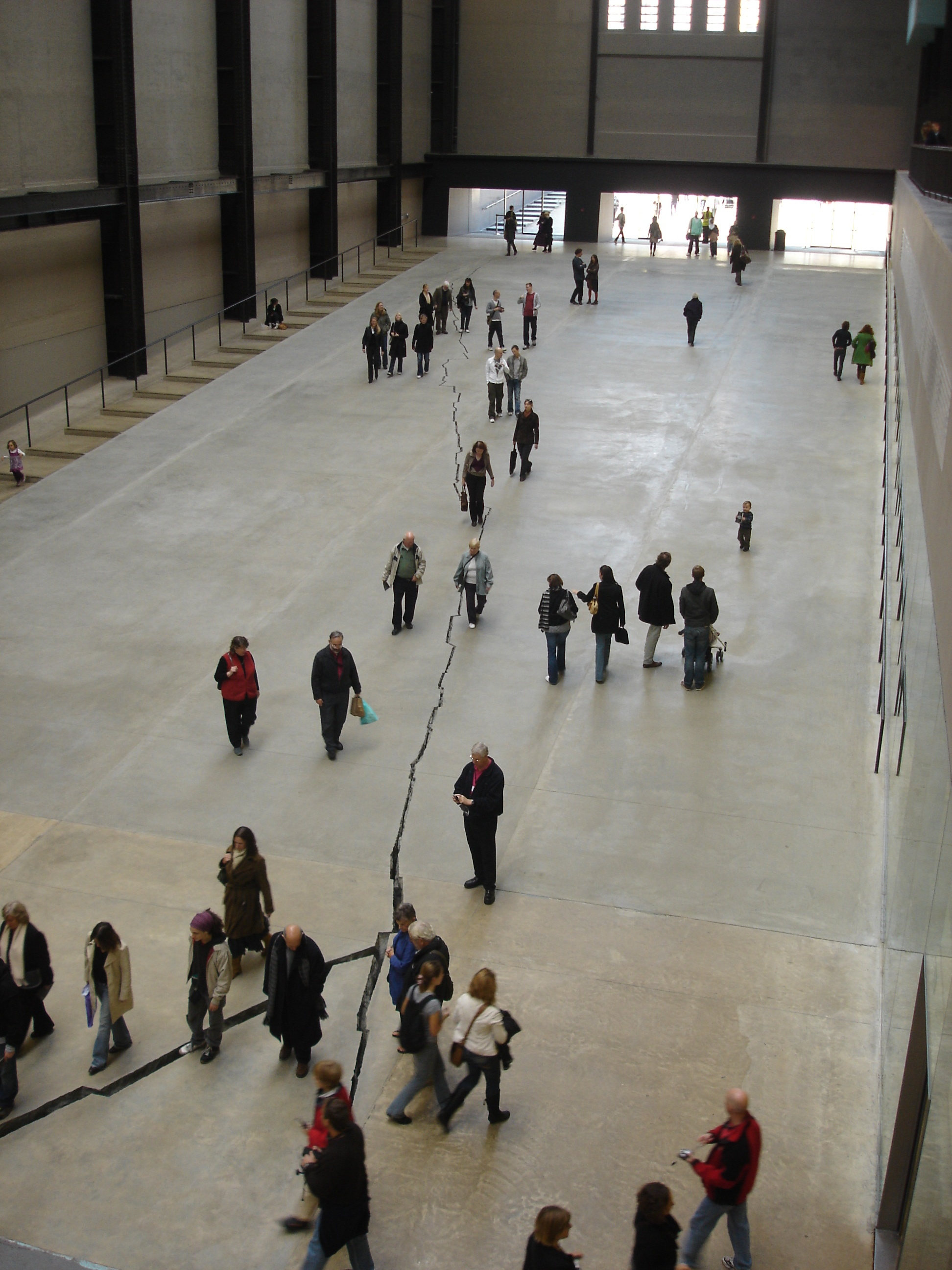
Shibboleth, dans le sol de la Tate Modern de Londres

- Atrabiliarios, 1995 : ensemble de boîtes en vessies de vache, avec à l'arrière-plan des niches recouvertes de la même membrane naturelle, littéralement cousues dans le mur avec du fil chirurgical, et qui contiennent des chaussures abandonnées[3].
- La Casa viuda (la maison veuve), 1992-1995[3] : des chaises noyées dans du ciment et transpercées d'une barre de fer portée au rouge, « quand [une] personne n'est plus là, que fait-on de son siège ? La chaise vide crie l'absence de cet être. Si ces personnes ne sont plus là, si elles ne sont plus présentes, l'objet, cet objet qui torture en révélant l'absence, ne devrait pas exister non plus », et des armoires dans lesquelles pendent des robes prises dans du ciment.
- Unland ou La Túnica de la huérfana (la tunique de l'orpheline), 1995-1998 : deux tables de bois réunies par de longs cheveux qui adhèrent au bois. Une tunique portée par une orpheline témoin de la mort violente de ses parents est également fixée aux planches[3].
- Neither, 2006 : œuvre exposée sur les murs de la galerie White Cube, à Londres[3]. Réflexion sur le camp de concentration[3], œuvre depuis en cours de reconstitution sur le terrain du collectionneur brésilien Bernardo Paz, au Centre d'art contemporain, à Belo Horizonte[3].
- Abyss, 2006, exposée au château de Rivoli, près de Turin[3] : mur dont chaque brique est peinte à la main dans la même couleur que la coupole du lieu, mais le mur est suspendu au plafond[3]. Réflexion sur le pouvoir qui envahit la sphère privée[3].
- Shibboleth, 2005 : une crevasse de 167 mètres de long creusée dans le sol de la Tate Modern de Londres[3], qui porte çà et là sur ses parois des morceaux de grillage enkystés. Le titre est une allusion à l'épisode biblique de Ephraïmites et des Giléadites (Juges, XII, 4-6), où ces derniers étaient reconnus par leurs ennemis et massacrés lorsqu'ils ne prononçaient pas correctement le mot shibboleth.
- Plegaria muda (Prière muette), 2012, installation à Rome, fondazione MAXXI : une centaine de tables rectangulaires et fabriquées en lattes de bois, posées les unes sur les autres, en position renversée pour celles de dessus, avec, entre elles, une couche de terre. Depuis son installation, des brins d'herbes ont poussé et passent dans les interstices des lattes[4].

## Prix et distinctions
- Prix Nomura, 31 octobre 2019[5]
- Praemium Imperiale 2024[6]